# 烏爾穆鄉 (布勒伊拉縣)
44°57′30.53″N 27°18′39.24″E / 44.9584806°N 27.3109000°E
烏爾穆鄉（羅馬尼亞語：Comuna Ulmu, Brăila），是羅馬尼亞的鄉份，位於該國東南部，由布勒伊拉縣負責管轄，面積102平方公里，海拔高度43米，2007年人口4,118，人口密度每平方公里41人。